# Giulio Grassini
Giulio Grassini (Roma, 11 gennaio 1922 – Abano Terme, 24 gennaio 1992) è stato un generale italiano.
Fu il primo direttore del SISDE.

## Biografia
Figlio di un ufficiale dell'Arma dei Carabinieri, entrò all'Accademia militare di Modena, e assegnato all'Arma.
Nel 1964 fu comandante del gruppo provinciale carabinieri di Cagliari. Dal 1966 al 1971, con il grado di colonnello comandò la Legione Carabinieri Trentino Alto Adige a Bolzano.
Promosso generale di brigata nel 1976, comandò la brigata carabinieri di stanza a Padova
Il 16 gennaio 1978 fu nominato dal Presidente del Consiglio Giulio Andreotti su proposta del ministro dell'interno Cossiga, primo direttore del Servizio Informazioni Sicurezza Democratica (SISDE) il servizio segreto civile, istituito insieme al Servizio per le informazioni e la sicurezza militare (SISMI) nell'ottobre dell'anno precedente. Arrivò al grado di Generale di divisione.
Fu iscritto alla Loggia massonica P2 con la tessera 515. Quando la lista degli iscritti fu scoperta si dimise. Il 13 luglio fu sostituito dal prefetto Emanuele De Francesco. Anche lui, come gli altri vertici dei servizi segreti dell'epoca, fu ascoltato nell'ottobre 1981 dalla Commissione Parlamentare d'inchiesta sulla P2, presieduta da Tina Anselmi, per quanto riguarda il coinvolgimento dei servizi segreti italiani dell'epoca nel rapimento di Aldo Moro.